# ヨハン・ピーター・テオドール・ヤンセン
ヨハン・ピーター・テオドール・ヤンセン（Johann Peter Theodor Janssen、1844年12月12日 - 1908年2月19日）はドイツの画家。

## 略歴
デュッセルドルフで生まれた。父親は版画家で、デュッセルドルフの美術家協会、「Malkasten」の創立者のTamme Weyert Theodor Janssen (1816-1894)で、弟に建築家のテオドール・ヤンセン (1846-1886)、版画家のカール・ヤンセン(1855-1927)がいる。
1859年にデュッセルドルフ美術アカデミーに入学し、カール・フェルディナンド・ゾーンやエドゥアルド・ベンデマンに学んだ。卒業後、オランダ、ベルギーを旅し、ミュンヘンやドレスデンで働き、ベルリンでは画家のエミール・ヒュンテン(Emil Hünten)のもとで働いた。
1877年にデュッセルドルフ美術アカデミーの教授に任じられ、1895年に校長に任じられた。1885年にベルリンのプロイセン美術アカデミーの会員に選ばれた。宗教歴史画の分野で活躍した。
1873年9月に結婚し、4人の子供が生まれた。息子には哲学者のオットー・ヤンセン(Otto Janssen: 1883-1967)がいる。 孫のピーター・ヤンセン(Peter Janssen der Jüngere: 1906-1979)は画家になった。

## ヤンセンの作品

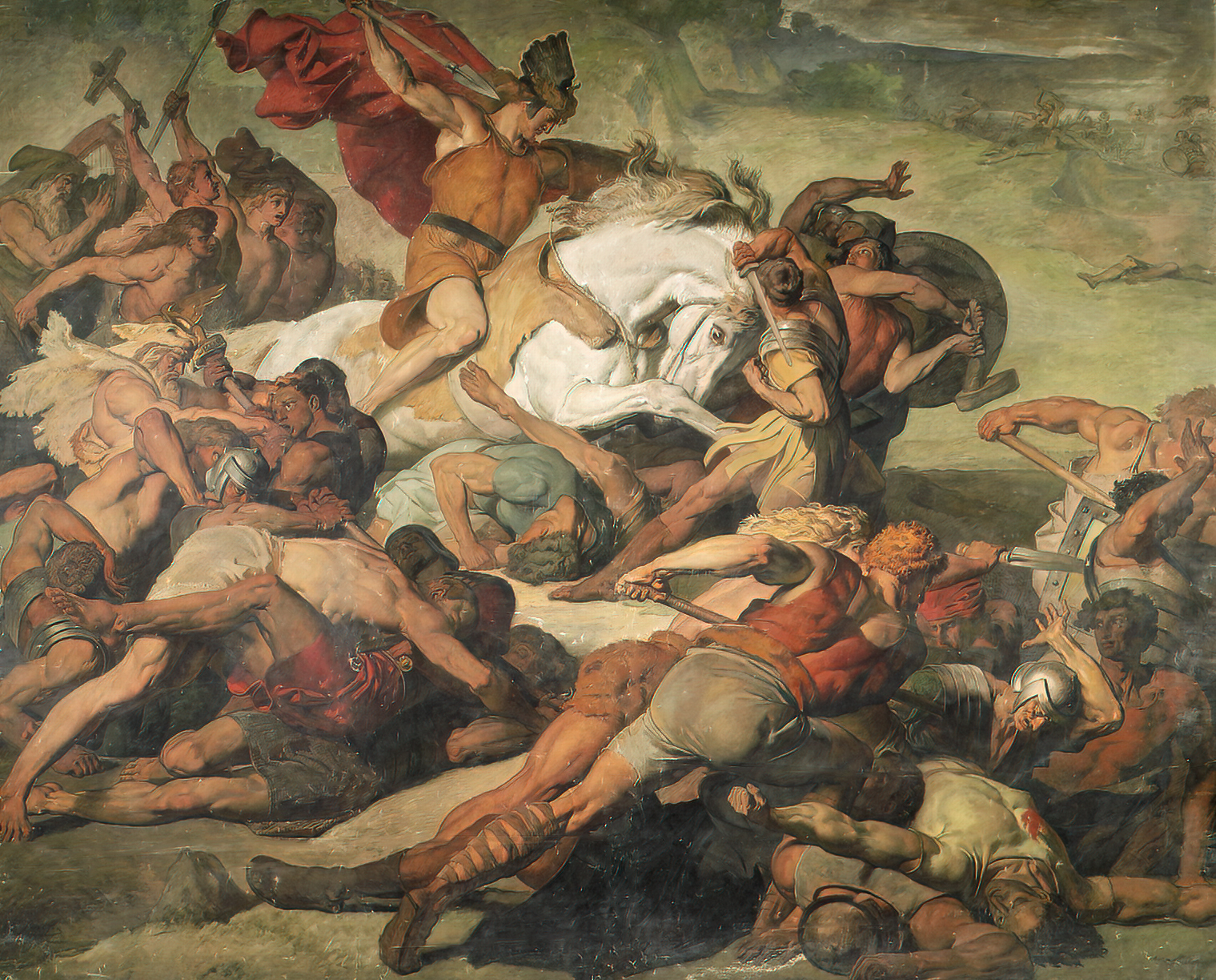
トイトブルク森の戦い
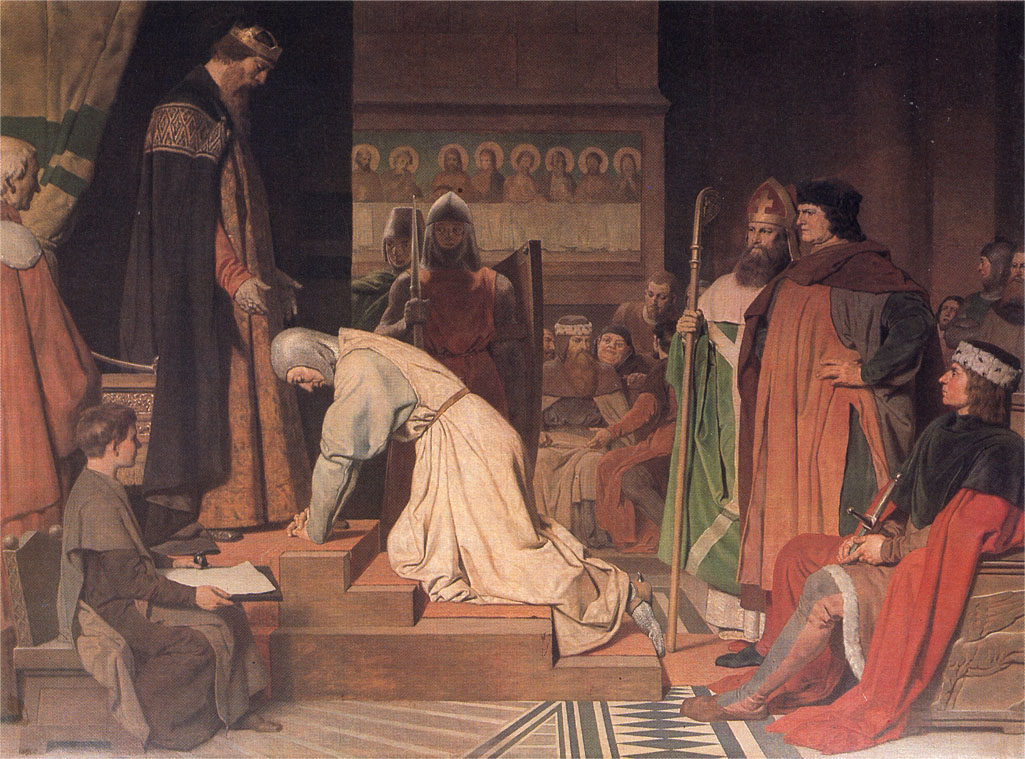
1181年、エアフルトで神聖ローマ皇帝フリードリヒ1世に降伏するハインリヒ獅子公
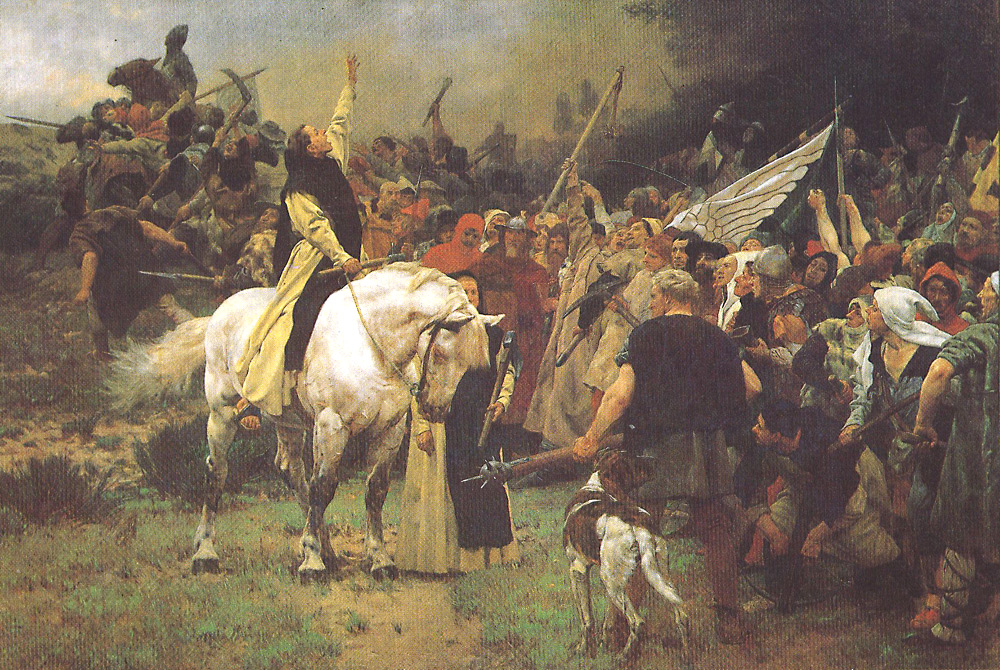
Worringenの戦い

## ヤンセンに学んだ学生
- ガリ・メルチャーズ (1860-1932)
- パウル・ラウト (1865-1930)
- フリッツ・オーヴァーベック (1869-1909)
- アウグスト・ドイサー (1870-1942)
- ベルンハルト・パンコック (1872-1943)
- カール・シュミッツ＝プライス (1877-1943)